# Theodore Weld Burdick

Theodore Weld Burdick

Theodore Weld Burdick (* 7. Oktober 1836 in Evansburg, Montgomery County, Pennsylvania; † 16. Juli 1898 in Decorah, Iowa) war ein US-amerikanischer Politiker. Zwischen 1877 und 1879 vertrat er den Bundesstaat Iowa im US-Repräsentantenhaus.

## Leben
Theodore Burdick besuchte die öffentlichen Schulen seiner Heimat und zog im Jahr 1853 mit seinen Eltern nach Decorah in Iowa. Dort begann er im Bankgeschäft zu arbeiten. Zwischen 1854 und 1857 war er zunächst stellvertretender und von 1858 bis 1862 eigentlicher Kämmerer im Winneshiek County, in dem er außerdem noch als Protokollschreiber (Recorder) tätig war.
Während des Bürgerkrieges stellte er im Jahr 1862 eine Kavalleriekompanie für die Armee der Union auf, die er als Hauptmann kommandierte. Nach dem Krieg kehrte er nach Decorah zurück, wo er bei der First National Bank als Kassierer arbeitete. Politisch war Burdick Mitglied der Republikanischen Partei. Bei den Kongresswahlen des Jahres 1876 wurde er im dritten Wahlbezirk von Iowa in das US-Repräsentantenhaus in Washington, D.C. gewählt, wo er am 4. März 1877 die Nachfolge des Demokraten Lucien Lester Ainsworth antrat. Da er im Jahr 1878 auf eine erneute Kandidatur verzichtete, konnte Burdick bis zum 3. März 1879 nur eine Legislaturperiode im Kongress absolvieren.
Nach seiner Zeit im Repräsentantenhaus arbeitete Theodore Burdick wieder im Bankwesen in Decorah und zeitweise in Sault Ste. Marie (Michigan). Zwischen 1886 und 1887 war er Mitglied des Senats von Iowa. Er starb am 16. Juli 1898 in Decorah.